# Bremgarten Stadtgericht
Bremgarten Stadtgericht (toponimo tedesco) è stato un comune svizzero del Canton Berna, nel distretto di Berna.

## Storia
Il comune di Bremgarten Stadtgericht, che comprendeva parte delle frazioni di Herrenschwanden, Niederlindach e Oberlindach, nel 1880 è stato accorpato a quello di Kirchlindach.